# QuickTime Broadcaster
Der QuickTime Broadcaster ist ein vom Unternehmen Apple entwickeltes kostenloses Programm, das Audio- und Video-Signale in Echtzeit komprimiert und als entsprechenden Live-Stream bereitstellt.
Der QuickTime Broadcaster verwendet das QuickTime-Framework, um damit MPEG-4-, 3GPP- und QuickTime-kompatible Live-Streams zu erzeugen. Diese Streams können direkt oder mit einem Streaming-Server über das Internet oder ein Netzwerk bereitgestellt werden.
Programme oder Geräte, wie der QuickTime Player, der Video LAN Client, die PlayStation Portable oder moderne Mobiltelefone, können diese Audio- oder Video-Streams live wiedergegeben.